# Ахслах
Ахслах (њем. Achslach) општина је у њемачкој савезној држави Баварска. Једно је од 24 општинска средишта округа Реген. Према процјени из 2010. у општини је живјело 1.000 становника. Посједује регионалну шифру (AGS) 9276111.

## Географија
Ахслах се налази у савезној држави Баварска у округу Реген. Општина се налази на надморској висини од 600 метара. Површина општине износи 30,0 km².

## Становништво
У самом мјесту је, према процјени из 2010. године, живјело 1.000 становника. Просјечна густина становништва износи 33 становника/km².